# Francis McDonald

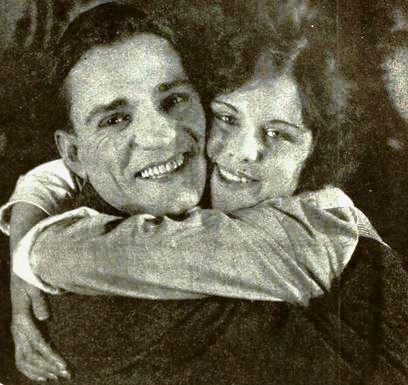
Francis McDonald mit Shirley Mason in The Final Close-Up (1919)

Francis James McDonald (* 22. August 1891 in Bowling Green, Kentucky; † 18. September 1968 in Hollywood, Kalifornien) war ein US-amerikanischer Filmschauspieler.

## Leben
McDonald begann seine Karriere als Schauspieler am Theater. Seine allererste Filmrolle hatte er 1913 in dem Kurzfilm Carmen, es folgten Rollen in über 300 Spielfilmen und seit den 1960er Jahren auch viele Rollen für das Fernsehen in ungezählten Serien. Auch hatte er am Broadway gespielt, konnte sich dort nicht durchsetzen. Seine erste Rolle in einem Tonfilm spielte er 1930 in Burning Up. Während er in den ersten Jahren seiner Karriere noch Hauptrollen spielte, verlegte er sich mit zunehmendem Alter auf Charakterrollen. Eine seiner heute noch bekanntesten Rollen hatte er als „Simon“ an der Seite von Charlton Heston in dem Film Die Zehn Gebote, 1956. Insgesamt spielte er bis zu seinem Tod in fast 370 Film- und Fernsehsendungen.
Er war von 1915 bis 1922 mit der Schauspielerin Mae Busch verheiratet. Später führte er noch zwei weitere Ehen. Er verstarb 1968 im Alter von 77 Jahren in Hollywood.

## Filmografie (Auswahl)
- 1913: The Fear (Kurzfilm)
- 1913: Carmen (Kurzfilm)
- 1914: St. Elmo
- 1916: Intoleranz (Intolerance)
- 1917: The Gates of Doom
- 1917: Mr. Dolan of New York
- 1922: Der Graf von Monte Christo (Monte Cristo)
- 1924: Der Ehe ewiges Einerlei (So This Is Marriage?)
- 1924: Arizona Express
- 1926: Der Killer von Alabama (Battling Butler)
- 1926: Dämon Weib (The Temptress)
- 1927: Bezahlte Liebe (Paid to Love)
- 1928: Blaue Jungs – blonde Mädchen (A Girl in Every Port)
- 1928: Die Teufel der Nordsee (The Viking)
- 1928: Polizei (The Drag Net)
- 1929: Die eiserne Maske (The Iron Mask)
- 1930: Der Flüchtling (The Lash)
- 1930: Der Autowüstling (Burning Up)
- 1930: Marokko (Morocco)
- 1932: The Woman from Monte Carlo
- 1932: The Last Mile
- 1933: Nachtflug (Night Flight)
- 1933: Die Legion des Todes (The Devil’s in Love)
- 1933: Mit dem Tod um die Wette (Straightaway)
- 1934: Schrei der Gehetzten (Viva Villa!)
- 1934: Sadie McKee
- 1934: Operator 13
- 1934: Ich kämpfe für dich (Evelyn Prentice)
- 1935: Mississippi
- 1935: Helden von heute (West Point of the Air)
- 1935: Anna Karenina
- 1935: Diamanten-Jim (Diamond Jim)
- 1936: Der Gefangene der Haifischinsel (The Prisoner of Shark Island)
- 1936: Große braune Augen (Big Brown Eyes)
- 1936: Unter zwei Flaggen (Under Two Flags)
- 1936: Sonnenmädel (Dimples)
- 1936: Der Held der Prärie (The Plainsman)
- 1936: Die Teufelspuppe (The Devil Doll)
- 1937: The Soldier and the Lady
- 1937: Ali Baba Goes to Town
- 1937: Maria Walewska (Conquest)
- 1937: Jeder Tag ein Feiertag (Every Day’s a Holiday)
- 1938: Der Freibeuter von Louisiana (The Buccaneer)
- 1938: Über die Grenze entkommen (The Texans)
- 1938: Wenn ich König wär (If I Were King)
- 1939: Idiot’s Delight
- 1939: Juarez
- 1939: Union Pacific
- 1939: Drei Fremdenlegionäre (Beau Geste)
- 1939: Teufelsreiter von Texas (Range War)
- 1939: The Light That Failed
- 1940: Die grüne Hölle (Green Hell)
- 1940: Die wunderbare Rettung (Strange Cargo)
- 1940: Überfall auf die Olive Branch (Captain Caution)
- 1940: Der Herr der sieben Meere (The Sea Hawk)
- 1940: Wyoming
- 1940: Die scharlachroten Reiter (North West Mounted Police)
- 1941: Der Seewolf (The Sea Wolf)
- 1941: König der Toreros (Blood and Sand)
- 1942: Der wilde Bill (Wild Bill Hickok Rides)
- 1942: Tal des Todes (Valley of the Sun)
- 1943: Der Sheriff von Kansas (The Kansan)
- 1943: Liebeslied der Wüste (The Desert Song)
- 1944: Der Rächer mit der Maske (Zorro’s Black Whip)
- 1944: Belle of the Yukon
- 1946: Der Bandit und die Königin (The Bandit of Sherwood Forest)
- 1946: The Catman of Paris
- 1946: Schüsse auf der Ranch (My Pal Trigger)
- 1946: Feuer am Horizont (Canyon Passage)
- 1946: Berüchtigt (Notorious)
- 1946: Die wunderbare Puppe (Magnificent Doll)
- 1946: Duell in der Sonne (Duel in the Sun)
- 1947: Pauline, laß das Küssen sein (The Perils of Pauline)
- 1947: Zelle R 17 (Brute Force)
- 1947: Die Unbesiegten (Unconquered)
- 1947: Die Dame und der Cowboy (Saddle Pals)
- 1948: Der Rächer von Texas (Panhandle)
- 1948: Die drei Musketiere (The Three Musketeers)
- 1948: Sein Engel mit den zwei Pistolen (The Paleface)
- 1949: Spielfieber (The Lady Gambles)
- 1949: Tritt ab, wenn sie lachen (Always Leave Them Laughing)
- 1949: Samson und Delilah (Samson and Delilah)
- 1949: Rebellen der Steppe (Calamity Jane and Sam Bass)
- 1949: Adlerauge, der tapfere Sioux (Apache Chief)
- 1949: Abandoned
- 1949–1957: The Lone Ranger (Fernsehserie, 5 Folgen)
- 1950: Dein Leben in meiner Hand (Woman in Hiding)
- 1950: Der Nevada-Mann (The Nevadan)
- 1950: Liebe unter schwarzen Segeln (Fortunes of Captain Blood)
- 1950: Kim – Geheimdienst in Indien (Kim)
- 1950: In der Hölle von Missouri (California Passage)
- 1950–1955: The Gene Autry Show (Fernsehserie, 9 Folgen)
- 1951: Gene Autry and The Mounties
- 1951: Apachenschlacht am schwarzen Berge (Oh! Susanna)
- 1951: Unsichtbare Gegner (Santa Fe)
- 1951: Die Hölle der roten Berge (Red Mountain)
- 1952: Engel der Gejagten (Rancho Notorious)
- 1952: Der Sohn von Ali Baba (Son of Ali Baba)
- 1952: Gier nach Gold (The Raiders)
- 1952: Der Tiger von Utah (Ride the Man Down)
- 1953: Der Cowboy von San Antone (San Antone)
- 1953: Banditen von Korsika (The Bandits of Corsica)
- 1953: Brennpunkt Algier (Fort Algiers)
- 1953: Der Schweigsame Fremde (The Stranger Wore a Gun)
- 1953: Schwere Colts in zarter Hand (Calamity Jane)
- 1954: Eisenbahndetektiv Matt Clark (Stories of the Century, Fernsehserie, Folge 1x06)
- 1954: Drei Stunden Zeit (Three Hours to Kill)
- 1955: Stadt in Angst (Bad Day at Black Rock)
- 1955: Rächer in Schwarz (Ten Wanted Men)
- 1955: Ritt in die Hölle (Shotgun)
- 1955: Postraub in Central City (The Road to Denver)
- 1955: Santiago – Der Verdammte (The Naked Dawn)
- 1955: Streifenwagen 2150 (Highway Patrol, Fernsehserie, Folge 1x07)
- 1955: Der letzte Indianer (The Vanishing American)
- 1955: Des Teufels rechte Hand (Texas Lady)
- 1956: Die Meute lauert überall (Raw Edge)
- 1956: Ritt in den Tod (Walk the Proud Land)
- 1956: Duell am Apachenpaß (Thunder Over Arizona)
- 1956: Die Schlucht des Grauens (Canyon River)
- 1956: Die zehn Gebote (The Ten Commandments)
- 1956, 1959: Abenteuer im wilden Westen (Dick Powell’s Zane Grey Theater, Fernsehserie, 2 Folgen)
- 1957: Durango Kid, der Rächer (Duel at Apache Wells)
- 1957: Das Fort der mutigen Frauen (The Guns of Fort Petticoat)
- 1957: Last Stagecoach West (The Last Stagecoach West)
- 1957: Die Attacke am Rio Morte (Pawnee)
- 1957: Ein Toter kommt zurück (Joe Dakota)
- 1957–1958: Fury (Fernsehserie, 2 Folgen)
- 1957–1958: Have Gun – Will Travel (Fernsehserie, 2 Folgen)
- 1957–1964: Perry Mason (Fernsehserie, 3 Folgen)
- 1958: Die Letzten der 2. Schwadron (Fort Massacre)
- 1958: Mickey Spillane’s Mike Hammer (Fernsehserie, 2 Folgen)
- 1958: Bis zur letzten Patrone (The Saga of Hemp Brown)
- 1958–1959: Josh (Wanted: Dead or Alive, Fernsehserie, 2 Folgen)
- 1958, 1960: Der Texaner (The Texan, Fernsehserie, 2 Folgen)
- 1958–1960: Sugarfoot (Fernsehserie, 3 Folgen)
- 1959: Bronco (Fernsehserie, Folge 1x10)
- 1959: Lawman (Fernsehserie, Folge 1x38)
- 1959: Der Fischer von Galiläa (The Big Fisherman)
- 1959: Maverick (Fernsehserie, Folge 3x08)
- 1959–1962: Am Fuß der blauen Berge (Laramie, Fernsehserie, 3 Folgen)
- 1960: Law of the Plainsman (Fernsehserie, Folge 1x19)
- 1960, 1962: Cheyenne (Fernsehserie, 2 Folgen)
- 1961: Der zweite Mann (The Deputy, Fernsehserie, Folge 2x19)
- 1961: Die Unbestechlichen (The Untouchables, Fernsehserie, Folge 2x22)
- 1963–1964: Die Leute von der Shiloh Ranch (The Virginian, Fernsehserie, 2 Folgen)
- 1964: Sieben gegen Chicago (Robin and the 7 Hoods)
- 1965: Das große Rennen rund um die Welt (The Great Race)